# Mazurkowszczyzna
Mazurkowszczyzna – folwark na Białorusi w obwodzie grodzieńskim, nad rzeką Saswa (lewy dopływ rzeki Zelwianka). Dobra Dziekońskich, do folwarku należał zaścianek Strugi i chutor Snieck.